# Monismanien-Preis
Mit dem Monismanien-Preis werden Persönlichkeiten und Institutionen ausgezeichnet, die sich für das Recht der unzensierten freien Meinungsäußerung einsetzen. 

## Geschichte
Der Preis wird seit 1975 von der Universität Uppsala vergeben. Er wurde vom schwedischen Filmregisseur Kenne Fant begründet. In dessen Film Monismanien 1995 wird ein Ein-Parteien-Staat und die Auswirkung der Unterdrückung jeglicher freien Meinungsäußerung geschildert. Der Preis würdigt den Journalisten Torgny Segerstedt, der in den 1930er-Jahren schon früh den Aufstieg der Nationalsozialisten in Deutschland kommentierte, vor den Gefahren der Verharmlosung von deren Politik warnte und die Verbrechen während des Krieges dokumentierte.

## Preisträger
| - 1975: Schwedische Sektion von amnesty international - 1976: Alva Myrdal - 1977: Simone Veil - 1978: Charta 77 - 1979: Internationaler PEN-Club - 1980: Kim Chi-ha - 1981: Lech Wałęsa - 1984: Günter Wallraff - 1985: Edicio de la Torre - 1987: Grupo de Apayo Mutuo - 1989: André Brink | - 1993: PeÅ Holmquist - 1995: Taslima Nasrin - 1997: Yaşar Kemal - 1999: Desmond Tutu - 2001: John Pilger - 2003: Emily Lau - 2005: Václav Havel - 2009: Margot Wallström - 2011: Herta Müller - 2014: Reporter ohne Grenzen - 2017: Raif Badawi |